# Klinik Bavaria Kreischa

Logo

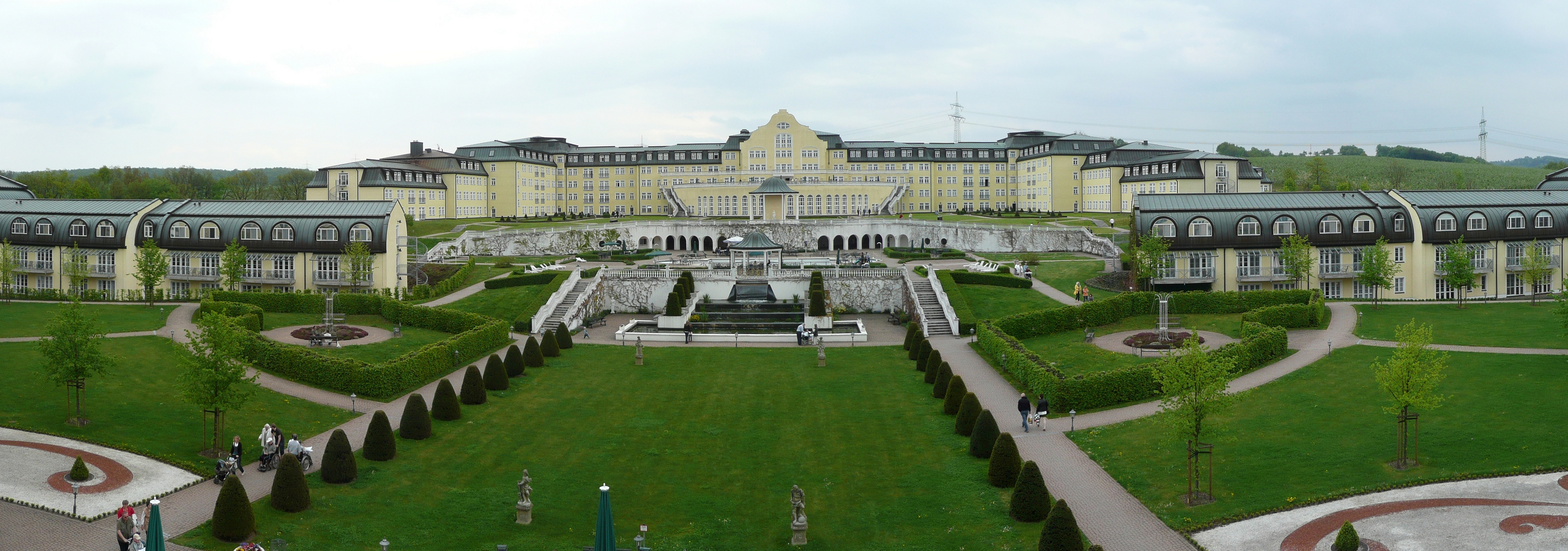
Klinik Bavaria Kreischa

Die Klinik Bavaria Kreischa ist ein Rehabilitationszentrum für Intensivmedizin und Frührehabilitation, Anschlussheilbehandlungen sowie stationäre und teilstationäre Heilverfahren in Kreischa (Sachsen). Sie liegt etwa 15 Kilometer vom  Dresdener Stadtzentrum im Kreischaer Becken am Rand des  Osterzgebirges. Die historisierende Bauweise des Klinikkomplexes und Parks bildet eine  architektonisch an ein Barockschloss erinnernde Anlage und wurde in den Jahren 1992 bis 1994 von einer Arbeitsgemeinschaft aus Dywidag und Union-Bau errichtet. Die Klinik in Kreischa verfügt über eine Bettenkapazität von über 1000 Betten und gehört damit zu einer der  größten Reha-Einrichtungen in Deutschland. Kooperationspartner der Rehaklinik ist das Universitätsklinikum Carl Gustav Carus Dresden.
In unmittelbarer Nachbarschaft im Ortsteil Zscheckwitz liegt die Kinderklinik. Dieses Rehabilitationszentrum hat sich auf die Behandlung von Kindern, Jugendlichen und jungen Erwachsenen spezialisiert. Die Klinik Bavaria ist mit über 3000 Mitarbeitern der größte private Arbeitgeber im Landkreis Sächsische Schweiz-Osterzgebirge und befindet sich in privater Trägerschaft der Klinik Bavaria Rehabilitations KG. Weitere Rehakliniken des Unternehmens befinden sich seit den 1980er Jahren in Bayern in Freyung und Bad Kissingen.
Die Klinik Bavaria ist eine nach § 8 und 111 SGB V zugelassene Rehabilitationseinrichtung. Kostenträger sind unter anderem alle Krankenkassen, die Deutsche Rentenversicherung Bund, die Bundesknappschaft, Berufsgenossenschaften und die Wehrbereichsverwaltung.
Seit 1991 werden an der Klinik Bavaria in Kreischa Patienten nahezu jeden Alters und Schädigungsmusters behandelt, die aus dem  Bundesgebiet und international aus Akut-Krankenhäusern zur Rehabilitation überwiesen werden. Ziel ist es, auch multimorbiden bzw. schwerstkranken Patienten einschließlich Menschen im Wachkoma eine höchstmögliche Lebensqualität zurückzugeben. Dies bedeutet, bei Intensivpatienten wie zum Beispiel Wachkoma- oder querschnittgelähmten Patienten elementare Lebensfunktionen wiederherzustellen, zu stabilisieren und die Folgen der Erkrankung oder vorangegangenen Akutbehandlung zu reduzieren. Patienten sollen nach Möglichkeit wieder zu einer weitestgehend eigenständigen Lebensführung in der Lage sein.

## Medizinisch-berufsorientierte Rehabilitation
Ein bundesweit einmaliges Modellprojekt der Klinik Bavaria ist die medizinisch-berufsorientierte Rehabilitation, die weit über die Zuweisungsdiagnose hinausgeht. Aufgabe der medizinisch-berufsorientierten Rehabilitation ist es neben der intensiven medizinischen Weiterbehandlung so früh wie möglich in den klinikeigenen Werkstätten und im kaufmännischen und verwaltenden Bereich die verbliebenen beruflichen Fähigkeiten festzustellen und zu schulen, um mit Hilfe neuer Perspektiven dem Rehabilitanden eine dauerhafte berufliche, familiäre und gesellschaftlich Wiedereingliederung zu ermöglichen.

## Sportmedizinische Geschichte
Die ehemals als 1. Sächsische Kaltwasserheilanstalt Kreischa am 15. März 1839 gegründete Heilstätte ist seit den 1850er Jahren eine  Einrichtung der medizinischen Rehabilitation.
Anfang der 1960er Jahre wurde in Kreischa das Sportmedizinische Rehabilitationszentrum im ehemaligen Sanatorium eingerichtet. Nach der Akutbehandlung im Krankenhaus sollten die Athleten durch besondere medizinische sowie sporttherapeutische Behandlungsverfahren wieder ihre ursprüngliche Leistungsfähigkeit erhalten – das passierte auch in Vorbereitung auf die Olympischen Spiele 1972 in München. Leiter der Einrichtung war seit 1963 Siegfried Israel, der durch die Friedensfahrten der DDR-Radsportmannschaft bekannt geworden war. Insgesamt wurden im Bereich Sportmedizinische Rehabilitation über 13.000 Sportler nach Verletzungen, Operationen und Erkrankungen aufgenommen. Einige der Sportler wie die Skispringer Jens Weißflog und Hans-Georg Aschenbach oder die Biathleten Frank-Peter Roetsch und Frank Ullrich erreichten nach dem Reha-Aufenthalt in Kreischa bei Olympischen Spielen oder Weltmeisterschaften Medaillenränge.
Das Sportmedizinische Rehabilitationszentrum wurde im März 1969 in das Zentralinstitut des Sportmedizinischen Dienstes der DDR umgewandelt. Im Jahre 1976 wurde basierend auf Erkenntnissen, die aus der sportlichen Rehabilitation stammen, ein Konzept zur gesundheitlichen Vorbeugung veröffentlicht, welches die schlichte Bezeichnung Gesundheitstraining trägt und unter anderem die Ablösung des Joggings für ältere Menschen durch ein sanfteres Gehtraining beschreibt.
Im gleichen Jahr wurde am Institut offiziell mit Dopinganalysen begonnen. Die Untersuchungen und Analysen fanden im Zentralen Dopinglabor statt, das vierte seiner Art, welches vom Internationalen Olympischen Komitee anerkannt und vom Zentralinstitut getrennt wurde. Bereits ab 1974 wurden Spitzensportler auf die Anwendung von Dopingsubstanzen untersucht. Im Rahmen der sportmedizinischen Forschungen an der Zentralklinik wurde auch „Dopingforschung“ zur Wirksamkeit von Dopingmitteln (im Jargon so genannte „Unterstützende Mittel (UM)“) betrieben, und offenbar wurden auch Dopingmittel an Sportlern angewendet, wie sich Jahrzehnte später aus geheimen Akten herausstellte. Dies und die durch das Ministerium für Staatssicherheit (MfS) abgesicherte politisch motivierte Sportpolitik der DDR brachte das Zentralinstitut des Sportmedizinischen Dienstes in Kreischa nachhaltig in Verruf.
Im Zuge der deutschen Wiedervereinigung fand am 8. und 29. September 1990 im Zentralinstitut des Sportmedizinischen Dienstes Kreischa die erste und zugleich letzte gesamtdeutsche wissenschaftliche Konferenz statt. Der Sportmedizinische Dienst der DDR wurde wenige Monate später aufgelöst und als Rechtsnachfolger die Gemeinde Kreischa eingesetzt. Am 4. Oktober 1990 ging auf Beschluss der Gemeindevertretung das Zentralinstitut in die Klinik Bavaria, Rudolf Presl GmbH über.
Am 27. Mai 1992 erfolgte die Grundsteinlegung für einen Klinikneubau, der  bis zu 1000 Betten in acht Fachkliniken umfassen sollte. Das Akutkrankenhaus wurde Ende 1993 geschlossen. Im Jahre 1994 wurde die Europäische Schule für Physio-, Ergo-, Sporttherapie und Logopädie sowie die Krankenpflegeschule gegründet. Im Jahre 1993 wurde die Helene-Maier-Stiftung als gemeinnützige Stiftung bürgerlichen Rechts gegründet. Ziel ist es, Menschen mit erworbenen Hirnschäden in ihrer sozialen und beruflichen Wiedereingliederung zu unterstützen. Den Namen erhält die Stiftung von einer Mitarbeiterin, die den Klinikaufbau am Standort Kreischa wesentlich mitbegleitete und bei einem  Verkehrsunfall ums Leben kam. Die Stiftung nahm 1996 am Standort in dem Kreischaer Ortsteil Theisewitz ihre Arbeit auf.
Im Juni 1996 wurde das Rehabilitationszentrum für Kinder, Jugendliche und junge Erwachsene in Zscheckwitz zunächst mit den Indikationen Neurologie und Pädiatrie eröffnet. Später kamen die Bereiche Stoffwechsel mit den Schwerpunkten Adipositas und Diabetes sowie Kardiologie, Onkologie und Orthopädie/Rheumatologie hinzu. Zudem beherbergt das Gebäude die Berufsfachschule für Gesundheits- und Krankenpflege sowie die Berufsfachschule für Logopädie.

## Fach- und Privatkrankenhaus (Weaningzentrum)
Am 1. Januar 2009 wurde das Fach- und Privatkrankenhaus der Klinik Bavaria mit 80 Krankenhausplätzen in die Krankenhausplanung des Freistaates Sachsen aufgenommen. Hier werden nach § 39 SGB V chronisch-kritisch-kranke Patienten unmittelbar im Anschluss an die primärversorgende Intensivstation betreut, die noch nicht in der Lage sind, aktiv an einer Rehabilitation mitzuwirken, oder die eine laufende Überwachung und Therapie lebenswichtiger Funktionen benötigen. Mit über 120 Beatmungsplätzen ist das Fach- und Privatkrankenhaus, das auch als Weaningzentrum bezeichnet wird, bundesweit eine der größten Einrichtungen.

## Comprehensive Sepsis Center
Am 1. Oktober 2018 begann mit dem Comprehensive Sepsis  Center der Klinik Bavaria Kreischa und dem Universitätsklinikum Carl Gustav Carus Dresden ein internationales Pilotprojekt. Spezialisten verschiedener Fachrichtungen haben einen Behandlungspfad entwickelt, der alle Versorgungsphasen umfasst – von der intensivmedizinischen Akutbehandlung über die verschiedenen Phasen der Rehabilitation bis zur ambulanten Nachsorge. Die Initiatoren dieses weltweit ersten Sepsis-Zentrums erwarten sich eine verkürzte Aufenthaltsdauer in Akut- und Rehaklinik ebenso wie eine Reduktion der stationären Wiederaufnahmen. Damit soll die Überlebensrate von Sepsis-Patienten erhöht und die Lebensqualität der Betroffenen verbessert werden.

## Medizinische Fachbereiche
- Intensivmedizin, neurologische und interdisziplinäre Frührehabilitation
- Langzeitbeatmung, Beatmungsentwöhnung und Heimbeatmung
- Neurologie/Neuroonkologie
- Kardiologie/Angiologie
- Onkologie/Hämatologie
- Orthopädie/Traumatologie/Zentrum für Querschnittgelähmte
- Innere Medizin/Diabetes/Stoffwechsel und Endokrinologie
- Psychotherapie und Verhaltensmedizin
- Medizinisches Zentrum für Arbeit und Beruf

## Therapiebereiche
- Physiotherapie/Krankengymnastik
- Physikalische Therapie
- Sporttherapie
- Ergotherapie
- Logopädie
- Ernährungsberatung
- Klinische Psychologie
- Neuropsychologie
- Sozialdienst

## Schulen und Sondereinrichtungen der Klinik Bavaria
Zur Klinik Bavaria in Kreischa zählen auch die 1. Europäische Schule für Physiotherapie, Ergotherapie und Sporttherapie, die Schule für Logopädie sowie seit März 2013 wieder eine Berufsfachschule für Gesundheits- und Krankenpflege. Bereits von 1994 bis 1999 bestand eine solche Schule. Mit der Gründung der Schulen knüpft die Klinik an die Tradition Kreischas als Ort der medizinischen Lehre an.
Die gemeinnützige Helene-Maier-Stiftung Kreischa/Sachsen auf dem Landgut Theisewitz bei Kreischa eröffnet jungen Menschen, bei denen die Schwere einer Hirnverletzung zum dauerhaften Verlust der Erwerbsfähigkeit geführt hat, neue Lebensperspektiven in der Arbeit in der Landwirtschaft oder im Handwerk. Ziel der Stiftungsarbeit ist die langfristige Einbindung des Patienten in ein Beschäftigungsverhältnis bzw. ein Tätigkeits- oder Aufgabenfeld zu erreichen, das für ihn mit einer befriedigenden Lebensperspektive verbunden ist und mit seiner sozialen Integration, einem positiven Selbstwertgefühl sowie einer wachsenden Selbstachtung und Identität einhergeht.
Die ebenfalls zur Klinik Bavaria gehörende Facheinrichtung für Intensivpflege betreut und pflegt zwanzig Kinder und Erwachsene im Wachkoma (apallisches Syndrom, auch mit Beatmung). Die Langzeitbetreuung dieser Menschen erfordert ein hohes Maß an fachlicher Professionalität und menschlicher Kompetenz, um den betroffenen Menschen ein Leben in Würde zu ermöglichen.